# Puerto de Zuarrarrate
Der Puerto de Zuarrarrate ist eine 800 Meter hohe Passstraße in der Provinz Navarra, die Lekunberri im Norden mit Irurtzun im Süden über die NA-7500 verbindet.

## Streckenführung
Die Nordauffahrt beginnt in Lekunberri und weist auf einer Länge von 7,8 Kilometern eine durchschnittliche Steigung von 3 % auf. Die enge, großteils gerade verlaufende Straße verläuft bei moderaten Steigungsprozenten, wobei sie mehrere kurze Rampen mit Steigungen von über 8 % beinhaltet. Die Südauffahrt von Irurtzun ist mit 7,4 Kilometern bei 4,8 % deutlich anspruchsvoller, da eine kurze Abfahrt vor dem höchsten Punkt die Durchschnittsteigung drückt. Meist liegen die Kilometerschnitte bei rund 6 %, ehe kurz vor Madotz das erwähnte Flachstück folgt.

## Radsport
Im Jahr 2023 führte die Vuelta a España erstmals über den Puerto de Zuarrarrate. Der Pass wurde im Finale der 15. Etappe zwei Mal überquert, ehe das Ziel in Lekunberri erreicht wurde. Die Südauffahrt galt als Bergwertung der 2. Kategorie, wobei bei der zweiten Überquerung Zeitbonifikationen für das Gesamtklassement vergeben wurden. Remco Evenepoel und Santiago Buitrago führten damals über die Passhöhe.
| Jahr | Etappe     | Bergwertung  | Fahrer            | Auffahrt |
| ---- | ---------- | ------------ | ----------------- | -------- |
| 2023 | 15. Etappe | 2. Kategorie | Remco Evenepoel   | Süd      |
| 2023 | 15. Etappe | 2. Kategorie | Santiago Buitrago | Süd      |